# Aginskoje (Krasnojarsk)

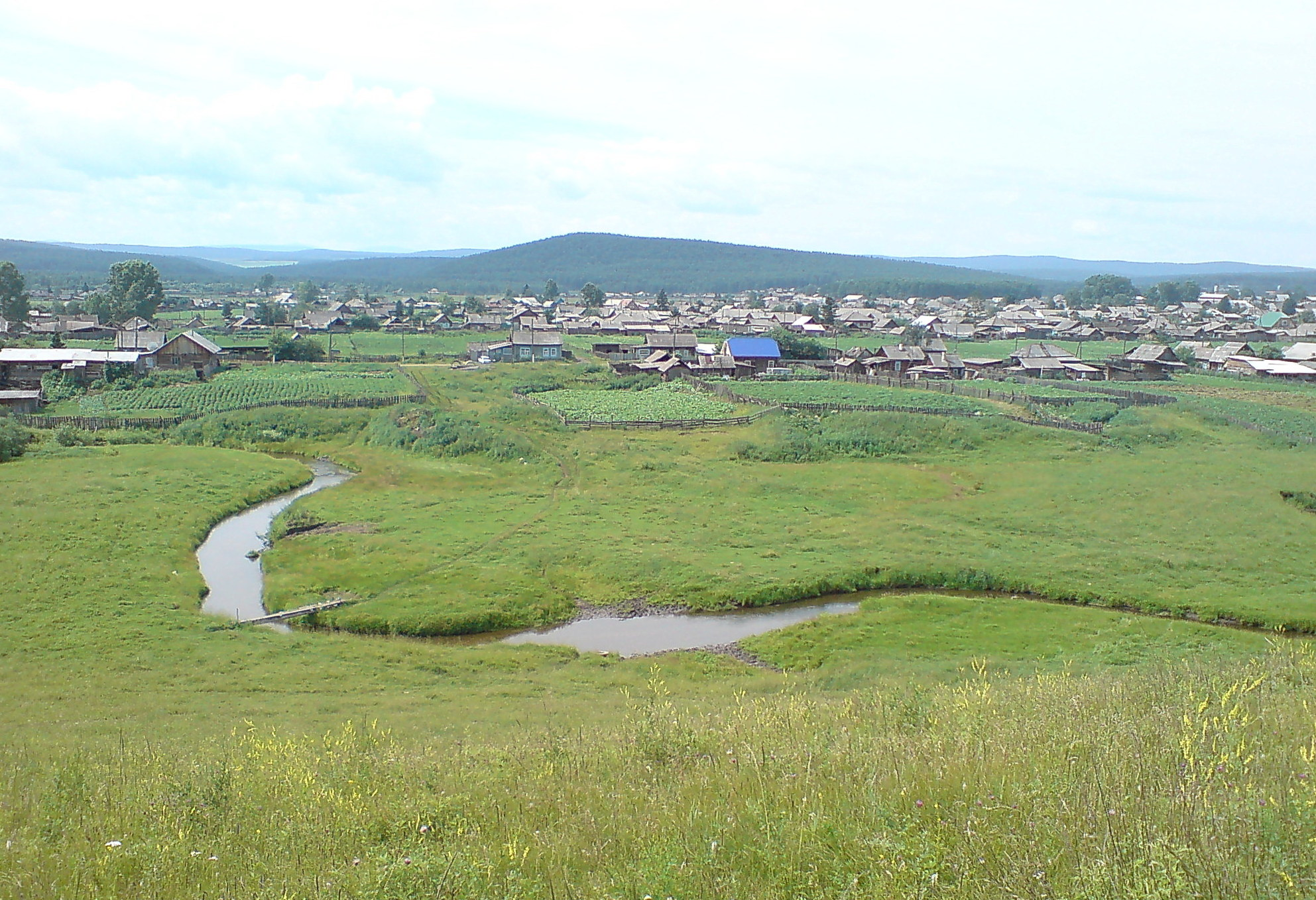
Blick auf das Dorf Aginskoje mit dem Fluss Aga im Vordergrund

Aginskoje (russisch Аги́нское) ist ein großes Dorf (selo) in der Region Krasnojarsk in Russland mit 5584 Einwohnern (Stand 14. Oktober 2010).

## Geographie
Der Ort liegt etwa 150 km Luftlinie südöstlich des Regionsverwaltungszentrums Krasnojarsk im am Rande der nordwestlichen Ausläufer des Ostsajan. Er befindet sich am linken Ufer des Kan-Nebenflusses Anscha, in den dort der kleine linke Zufluss Aga mündet.
Aginskoje ist Verwaltungszentrum des Rajons Sajanski sowie Sitz der Landgemeinde (selskoje posselenije) Aginski selsowet, zu der außerdem die Dörfer Pawlowka (2 km südwestlich) und Wjatka (10 km nördlich) sowie die Siedlung (Possjolok) Lnosawoda (2 km nördlich) gehören.

## Geschichte
Das Dorf wurde 1829 von verbannten Umsiedlern aus dem europäischen Teil des Russischen Reiches gegründet und nach dem nahen Flüsschen benannt. Seit 4. April 1924 ist Aginskoje Verwaltungssitz des Sajanski rajon („Sajan-Rajon“).

## Bevölkerungsentwicklung
| Jahr | Einwohner |
| ---- | --------- |
| 1897 | 846       |
| 1939 | 4549      |
| 1959 | 3711      |
| 1970 | 5029      |
| 1979 | 5457      |
| 1989 | 7056      |
| 2002 | 6173      |
| 2010 | 5584      |

Anmerkung: Volkszählungsdaten

## Verkehr
In das Dorf führt die Regionalstraße 04K-035 (ehemals R413), die in Saosjorny beginnt und etwa 60 km nördlich von Aginskoje bei Rybnoje die föderale Fernstraße R255 Sibir (ehemals M53) Nowosibirsk – Irkutsk kreuzt. Etwa 35 km von Aginskoje entfernt passiert die 04K-035 die Siedlung Sajanski, wo sich die nächstgelegene Bahnstation Sajanskaja bei Streckenkilometer 784 der auf dem Abschnitt 1965 eröffneten „Südsibirischen Magistrale“ Nowokusnezk – Abakan – Taischet befindet, von der dort eine Querverbindung zur Transsibirischen Eisenbahn bei Ujar ausgeht.
Westlich des Dorfes befand sich ein kleiner Flughafen (ICAO-Code UNQG), der seit den 1990er-Jahren außer Betrieb ist.